# Rodolfo Cota
Rodolfo Cota Robles (Mazatlán, 1987. július 3. –) a mexikói válogatott labdarúgókapusa, a León játékosa.
Részt vett a 2007-es U20-as labdarúgó-világbajnokságon, ahol a negyeddöntőben a későbbi győztes Argentína ellen maradtak alul. Bekerült a 2017-es konföderációs kupán részt vevő mexikói keretbe. Tagja volt a döntős 2021-es CONCACAF-aranykupa keretnek.

## Mérkőzései a válogatottban
| Mexikó | Mexikó            | Mexikó                             | Mexikó  | Mexikó   | Mexikó              | Mexikó                   | Mexikó | Mexikó  |
| #      | Dátum             | Helyszín                           | Hazai   | Eredmény | Vendég              | Kiírás                   | Gólok  | Esemény |
| ------ | ----------------- | ---------------------------------- | ------- | -------- | ------------------- | ------------------------ | ------ | ------- |
| 1.     | 2017. június 1.   | East Rutherford, MetLife Stadium   | Mexikó  | 3 – 1    | Írország            | barátságos               | 0      |         |
| 2.     | 2018. január 31.  | San Antonio, Alamodome             | Mexikó  | 1 – 0    | Bosznia-Hercegovina | barátságos               | 0      |         |
| 3.     | 2019. október 11. | Hamilton, Bermudai Nemzeti Stadion | Bermuda | 1 – 5    | Mexikó              | CONCACAF Nemzetek Ligája | 0      |         |
| 4.     | 2020. október 13. | Hága, Cars Jeans Stadion           | Mexikó  | 2 – 2    | Algéria             | barátságos               | 0      |         |
| 5.     | 2021. június 12.  | Atlanta, Mercedes-Benz Stadion     | Mexikó  | 0 – 0    | Honduras            | barátságos               | 0      |         |
| 6.     | 2021. október 27. | Charlotte, Bank of America Stadium | Mexikó  | 2 – 3    | Ecuador             | barátságos               | 0      | 46'     |
| 7.     | 2022. május 28.   | Arlington, AT&T Stadion            | Mexikó  | 2 – 1    | Nigéria             | barátságos               | 0      |         |
| 8.     | 2022. június 14.  | Kingston, Függetlenség Park        | Jamaica | 1 – 1    | Mexikó              | CONCACAF Nemzetek Ligája | 0      |         |
|        | Összesen          |                                    |         | 8        | mérkőzés            |                          | 0      | gól     |

## Sikerei, díjai
- CF Pachuca
  - Mexikói kupa: Clausura 2015

- Guadalajara
  - Liga MX: Clausura 2017
  - Mexikói kupa: Apertura 2015, Clausura 2017
  - Mexikói szuperkupa: 2016
  - CONCACAF-bajnokok ligája: 2018

- León
  - Liga MX: Guardianes 2020
  - Leagues Cup: 2021